# О люди! люди небораки!
«О люди! люди небораки!» — вірш Тараса Шевченка 1860 року, написаний у С.-Петербурзі.

## Написання та автографи
Зберігся чистовий автограф вірша у «Більшій книжці». Дата в автографі: «3 ноября».
Вірш датується дослідниками за автографом та його місцем у «Більшій книжці» серед творів 1860-го: 3 листопада 1860 року, та місцем написання — С.-Петербург.

## Публікація
Вперше вірш надруковано за «Більшою книжкою» в журналі «Основа» 1861 року (№ 5, стор. 2 — 3), де з цензурних міркувань знято рядки 1 — 4 й перероблено рядки 19 — 22:
Дівчаточок, як ту отару,
Женуть!.. Чи буде суд і кара
Усім неправдам на землі?
За першодруком (з купюрами) зроблено списки: невідомою рукою в рукописній збірці «Сочинения Т. Г. Шевченка» 1862 року та в рукописній збірці «Кобзар» 1865 року, переписаній Д. Демченком.
До збірки творів вірш уперше введено у виданні: «Кобзарь Тараса Шевченка / Коштом Д. Е. Кожанчикова» 1867 року (СПб., стор. 657), де подано за першодруком, з купюрами.
Повністю вперше надруковано (без рядка 21) в «Кобзарі з додатком споминок про Шевченка Костомарова і Микешина» 1876 року (Прага, стор. 258).

## Сюжет
Зміст твору пов'язаний зі смертю вдови Миколи І цариці Олександри Федорівни і підказаний поетові реальною сценою, яку він побачив на вулиці: вихованок дитячого притулку «женуть» до Петропавловського собору вклонитися її прахові. Олександра Федорівна була патроном Відомства установ імператриці Марії, до якого належали дитячі притулки (звідси саркастичні рядки: «Женуть до матері байстрят…»). Народ зустрів смерть імператриці цілком байдуже, тому доводилося «організовувати» народну скорботу, що й стало злободенною темою вірша. Цей твір — характерний зразок політичної лірики Шевченка останніх років його життя. Сповнена обурення, скорботи й співчуття до знедолених лірична розповідь поета поєднується тут з відвертим картанням «царів»-«псарів», закликом до «кари» «царям, царятам на землі» (початкові й кінцеві рядки вірша, які композиційно обрамлюють розповідь). Увесь вірш — і в своїй розповідній, і в «декларативній» частинах — пройнятий ліризмом. Вірш є «вибухом почуття» та «криком совісті, ображеної пануючим суспільним злом». У творі відбилися нові тенденції в політичній ліриці Шевченка останнього періоду — прагнення будувати вірш у формі своєрідних «малюнків з натури», в яких зображення життєвого факту поєднується з роздумами автора про спостережене («Дівча любе, чорнобриве», «Якось-то йдучи уночі»).